# 대한민국 비상기획위원회
비상기획위원회(非常企劃委員會, Emergency Planning Commission)는 국가 안전 보장에 관련되는 제반 기획·통제 및 조정에 관한 사항을 조사·연구 등을 관장하는 대한민국의 옛 중앙행정기관이다. 1969년 3월 24일 발족하였으며 2007년 4월 27일 국가비상기획위원회로 개편되면서 폐지되었다.

## 설치 근거 및 소관 업무
- 비상기획위원회 규정 [대통령령 제3818호, 1969.03.24 제정] 제1조[1]

## 연혁
- 1969년 3월 24일 - 비상기획위원회를 신설.
- 1984년 8월 4일 - 국무총리 소속으로 옮김.[2]
- 2007년 7월 28일 - 비상기획위원회를 폐지하고 국가비상기획위원회를 신설.[3]

## 조직
| - 기획운영실 ( 1998.02 ~ 1999.05 ) - 기획통제실 ( 1986.06 ~ 1998.02 ) - 동원기획실 ( 1979.02 ~ 1998.02 ) - 비상기획실 ( 1979.02 ~ 1986.06 ) - 비상기획실 ( 1979.02 ~ 1986.06 ) - 비상대비운영담당관 ( 1999.05 ~ 2007.04 ) | - 비상대비훈련담당관 ( 생성일 미상 ~ 2007.04 ) - 사무처 ( 1999.05 ~ 2007.04 ) - 사무처 비상관리국 ( 1999.05 ~ 2007.04 ) - 상근위원 ( 1969.03 ~ 2007.04 ) - 연습기획실 ( 1979.02 ~ 1984.02 ) - 연습기획실 ( 1979.02 ~ 1984.02 ) | - 자원동원실 ( 1998.02 ~ 1999.05 ) - 조사연구실 ( 1984.02 ~ 1998.02 ) - 종합상황실 ( 1979.02 ~ 2007.04 ) - 총무과 ( 생성일 미상 ~ 2007.04 ) - 행정실 ( 1986.06 ~ 1999.05 ) |

## 역대 정·부위원장

### 비상기획위원회 위원장
| 정부        | 대수 | 이름           | 임기                                | 출신지                     | 출신학교    | 비고                                                                              |
| ----------- | ---- | -------------- | ----------------------------------- | -------------------------- | ----------- | --------------------------------------------------------------------------------- |
| 제 3 공화국 | 초대 | 배덕진(裴德鎭) | 1969년 4월 1일 ~ 1973년 10월 17일   |                            |             | 행정개혁위원회 부위원장&체신부 장관                                               |
| 제 4 공화국 | 2대  | 이현진(李賢進) | 1973년 10월 18일 ~ 1978년 10월 1일  | 함남 함주                  | 국방대      |                                                                                   |
| 제 4 공화국 | 3대  | 이민우(李敏雨) | 1978년 10월 2일 ~ 1980년 9월 1일    | 충남 공주                  | 육사        | 국방부 차관                                                                       |
| 제 4 공화국 | 4대  | 조문환(曺文煥) | 1980년 9월 9일 ~ 1982년 5월 20일    | 경기 경성 (현 서울)        | 육사        | 국방부 차관&비상기획위원회 부위원장                                               |
| 제 5 공화국 | 5대  | 나희필(羅熙弼) | 1982년 5월 21일 ~ 1983년 1월 14일   | 평남 용강                  | 육사        | 육군대 총장&중앙정보부 차장보&비상기획위원회 부위원장                             |
| 제 5 공화국 | 6대  | 차규헌(車圭憲) | 1983년 3월 9일 ~ 1986년 8월 25일    | 경기 평택                  | 육사&건국대 | 육사 교장&육군참모차장&교통부 장관                                                |
| 제 5 공화국 | 7대  | 이상훈(李相薰) | 1986년 8월 27일 ~ 1988년 12월 4일   | 충북 청원                  | 육사        | 한미연합사령부 부사령관&합동참모의장&국방부 장관&재향군인회장&한국야구위원회 총재 |
| 노태우 정부 | 8대  | 최문규(崔文奎) | 1988년 12월 6일 ~ 1990년 12월 26일  | 충남 대전 (현 충남과 분리) | 육사        | 육사 교장&국방대학원장&비상기획위원회 부위원장                                    |
| 노태우 정부 | 9대  | 정진태(鄭鎭泰) | 1990년 12월 27일 ~ 1993년 2월 26일  | 충남 예산                  | 서울대      | 한미연합사령부 부사령관&서울마주협회장                                            |
| 문민 정부   | 10대 | 천용택(千容宅) | 1993년 3월 4일 ~ 1994년 12월 22일   | 전남 완도                  | 육사        | 국방부 장관&국가정보원장&제15·16대 국회의원                                       |
| 문민 정부   | 11대 | 박익순(朴益淳) | 1994년 12월 23일 ~ 1996년 12월 19일 | 충남 공주                  |             | 전쟁기념관장                                                                      |
| 문민 정부   | 12대 | 장성(張城)     | 1996년 12월 20일 ~ 1998년 3월 3일   | 충북 영동                  | 육사        | 국방부 정책실장                                                                   |
| 국민의 정부 | 13대 | 김진선(金鎭渲) | 1998년 3월 9일 ~ 2000년 1월 26일    | 충북 영동                  | 육사        | 육군참모차장&제2야전군사령관                                                      |
| 국민의 정부 | 14대 | 이유수(李裕秀) | 2000년 1월 27일 ~ 2001년 4월 1일    | 경남 부산 (현 경남과 분리) | 육사        |                                                                                   |
| 국민의 정부 | 15대 | 이재관(李在寬) | 2001년 4월 2일 ~ 2002년 7월 10일    | 경기 이천                  | 육사        | 육군참모차장&제1군사령관&국방부 전력계획관                                        |
| 국민의 정부 | 16대 | 김석재(金石在) | 2002년 7월 11일 ~ 2003년 3월 2일    | 경남 함양                  | 국방대      | 제1·3군사령관                                                                     |
| 참여 정부   | 17대 | 윤광웅(尹光雄) | 2003년 3월 3일 ~ 2004년 1월 30일    | 경남 부산 (현 부산 동래)   | 해사        | 해군참모차장&대통령비서실 국방보좌관&국방부 획득개발국장&국방부 장관              |
| 참여 정부   | 18대 | 김희상(金熙相) | 2004년 2월 11일 ~ 2006년 2월 16일   | 경남 거창                  | 육사&서울대 | 육사 교수&국방대 총장&대통령비서실 국방보좌관&한국안보문제연구소 이사장           |

### 비상기획위원회 부위원장
| 정부        | 대수           | 이름                               | 임기                               | 출신지                     | 출신학교                                              | 비고                                         |
| ----------- | -------------- | ---------------------------------- | ---------------------------------- | -------------------------- | ----------------------------------------------------- | -------------------------------------------- |
| 제 3 공화국 | 초대           | 박중윤(朴重潤)                     | 1969년 4월 22일 ~ 1971년 1월 28일  |                            |                                                       | 국가안보보장회의 상임위원                    |
| 제 3 공화국 | 2대            | 손희선(孫熙善)                     | 1971년 1월 28일 ~ 1973년 10월 18일 |                            | 육사                                                  | 민방위개선위원회 부위원장                    |
| 제 4 공화국 | 2대            | 손희선(孫熙善)                     | 1971년 1월 28일 ~ 1973년 10월 18일 |                            | 육사                                                  | 민방위개선위원회 부위원장                    |
| 3대         | 정봉욱(鄭鳳旭) | 1973년 10월 18일 ~ 1978년 10월 2일 |                                    |                            |                                                       |                                              |
| 임시        | 이민우(李敏雨) | 1978년 10월 2일 ~ 1978년 11월 16일 | 충남 공주                          | 육사                       | 국방부 차관&비상기획위원회 위원장                     |                                              |
| 4대         | 나희필(羅熙弼) | 1978년 11월 17일 ~ 1980년 9월 8일  | 평남 용강                          | 육사                       | 육군대학 총장&중앙정보부 차장보&비상기획위원회 위원장 |                                              |
| 5대         | 조문환(曺文煥) | 1980년 9월 9일 ~ 1982년            | 경기 경성 (현 서울)                | 육사                       | 국방부 차관&비상기획위원회 위원장                     |                                              |
| 5대         | 조문환(曺文煥) | 1980년 9월 9일 ~ 1982년            | 경기 경성 (현 서울)                | 육사                       | 국방부 차관&비상기획위원회 위원장                     | 제 5 공화국                                  |
| 6대         | 박완식(朴完植) | 1982년 7월 12일 ~ 1983년 11월 29일 | 평남 용강                          | 육사                       | 광주직업훈련원장&비상기획위원회 연습기획실장          |                                              |
| 7대         | 문응식(文應植) | 1983년 11월 29일 ~ 1988년 3월 4일  | 경기 인천 (현 경기와 분리)         | 건국대                     |                                                       |                                              |
| 노태우 정부 | 8대            | 채문규(蔡文奎)                     | 1988년 3월 5일 ~ 1988년 12월 6일   | 충남 대전 (현 충남과 분리) | 육사                                                  | 육사 교장&국방대학원장&비상기획위원회 위원장 |
| 노태우 정부 | 9대            | 문영일(文英一)                     | 1988년 12월 6일 ~ 1993년 3월 3일   | 경남 부산 (현 경남과 분리) | 육사                                                  | 제1군단장                                    |
| 문민 정부   | 10대           | 정원호(鄭愿鎬)                     | 1993년 3월 4일 ~ 1996년 8월 13일   |                            |                                                       | 공군작전사령관                               |
| 문민 정부   | 10대           | 문영일(文英一)                     | 1993년 3월 4일 ~ 1996년 8월 13일   | 경남 부산 (현 경남과 분리) | 육사                                                  | 제1군단장                                    |
| 문민 정부   | 11대           | 김윤주(金潤珠)                     | 1996년 8월 14일 ~ 1998년 3월 3일   |                            |                                                       |                                              |

## 구성
- 장관, 차관, 무임소 장관(정무 장관) 등이 상임위원을 겸하였고, 그 밖의 상임위원은 대통령이 임명하였으며 장관급이었다. 때에 따라서는 현역 혹은 예비역 장성들이 상임위원과 위원으로도 임명되었다.
- 비상기획위원회 위원장과 부위원장은 국가안전보장회의의 상근위원과 위원을 겸임하였다. 일부 비상기획위원회 위원들도 때에 따라서는 국가안전보장회의 위원을 겸임하기도 했다.